# Cartesius (dikt)
"Cartesius" är en både humoristisk och vemodig sonett skriven av Ylva Eggehorn om filosofen René Descartes och hans vistelse i Stockholm vid drottning Kristinas hov. Dikten börjar: "En filosof i slottets kalla salar / drog täcket upp till hakan, för han frös." Och den slutar med en travesti på filosofens mest berömda sentens Cogito ergo sum: "Adieu. Jag nyser. Alltså är jag till."